# Dead Inside
Dead Inside is een nummer van de Britse rockband Muse uit 2015. Het is de tweede single van hun zevende studioalbum Drones.
Het nummer werd in een paar Europese landen een klein hitje. De Nederlandse Top 40 werd niet gehaald, maar in de Vlaamse Ultratop 50 haalde het de 49e positie.